# David Clover
David Clover, alla nascita David Grant Clover (Minnesota, 12 marzo 1940 – Squaw Valley, 23 luglio 2007) è stato un attore statunitense.

## Filmografia

### Cinema
- Le avventure erotiche di Don Chisciotte (The Amorous Adventures of Don Quixote and Sancho Panza), regia di Raphael Nussbaum (1976)
- Brothers, regia di Arthur Barron (1977)
- Ridere per ridere (The Kentucky Fried Movie), regia di John Landis (1977) - (segmento "Nesson Oil")
- Bare Knuckles, regia di Don Edmonds (1977)
- Hughes and Harlow: Angels in Hell, regia di Larry Buchanan (1978)
- I ragazzi della spiaggia di Malibu (Malibu Beach), regia di Robert J. Rosenthal (1978)
- The Loch Ness Horror, regia di Larry Buchanan (1981)
- Wargames - Giochi di guerra (WarGames), regia di John Badham (1983)
- Private War, regia di Frank De Palma (1988)
- Zipperface - Faccia di cuoio (Zipperface), regia di Mansour Pourmand (1992)
- Kill or Be Killed, regia di Joe Straw (1993)

### Televisione
- Love Boat (The Love Boat) – serie TV, episodio 2x13 (1978)
- Flatbed Annie & Sweetiepie: Lady Truckers, regia di Robert Greenwald – film TV (1979)
- Agenzia Rockford (The Rockford Files) – serie TV, episodio 6x12 (1980)
- Una famiglia americana (The Waltons) – serie TV, episodio 9x02 (1980)
- Uno sceriffo contro tutti (Walking Tall) – serie TV, episodio 1x01 (1981)
- CHiPs – serie TV, episodi 2x01-3x05-5x06 (1978-1981)
- Ralph supermaxieroe (The Greatest American Hero) – serie TV, episodi 1x06-2x10 (1981-1982)
- California (Knots Landing) – serie TV, episodio 3x20 (1982)
- I ragazzi di padre Murphy (Father Murphy) – serie TV, episodio 2x01 (1982)
- Dallas – serie TV, episodio 6x10 (1982)
- A-Team (The A-Team) – serie TV, episodio 2x08 (1983)
- Tartuffe, or The Impostor, regia di Bill Alexander – film TV (1983)
- Santa Barbara – serie TV, episodio 1x41 (1984)
- Riptide – serie TV, episodio 2x03 (1984)
- Professione pericolo (The Fall Guy) – serie TV, episodio 5x05 (1985)
- Hotel – serie TV, episodio 3x11 (1986)
- Alfred Hitchcock presenta (Alfred Hitchcock Presents) – serie TV, episodio 1x20 (1986)
- Moonlighting – serie TV, episodio 4x05 (1987)
- Benvenuto sulla Terra (Hard Time on Planet Earth) – serie TV, episodio 1x06 (1989)
- New Adam-12 – serie TV, episodio 1x03 (1990)
- Due poliziotti a Palm Beach (Silk Stalkings) – serie TV, episodio 1x12 (1992)
- Homefront - La guerra a casa (Homefront) – serie TV, episodio 1x18 (1992)
- Star Trek: Voyager – serie TV, episodio 1x08 (1995)